# Дриада (растение)
Дриа́да (лат. Drýas), или Куропа́точья трава́ — род растений семейства Розовые.

## Название
Дриада — имя лесной нимфы в древнегреческой мифологии, происходящее от др.-греч. δρῦς — дерево, дуб. Карл Линней назвал род так из-за отдалённого сходства формы листьев типового вида — дриады восьмилепестной — с листьями дуба.
Из-за холодостойкости растения его латинское название, в свою очередь, было использовано для обозначения дриаса — этапов последнего оледенения.

## Ботаническое описание

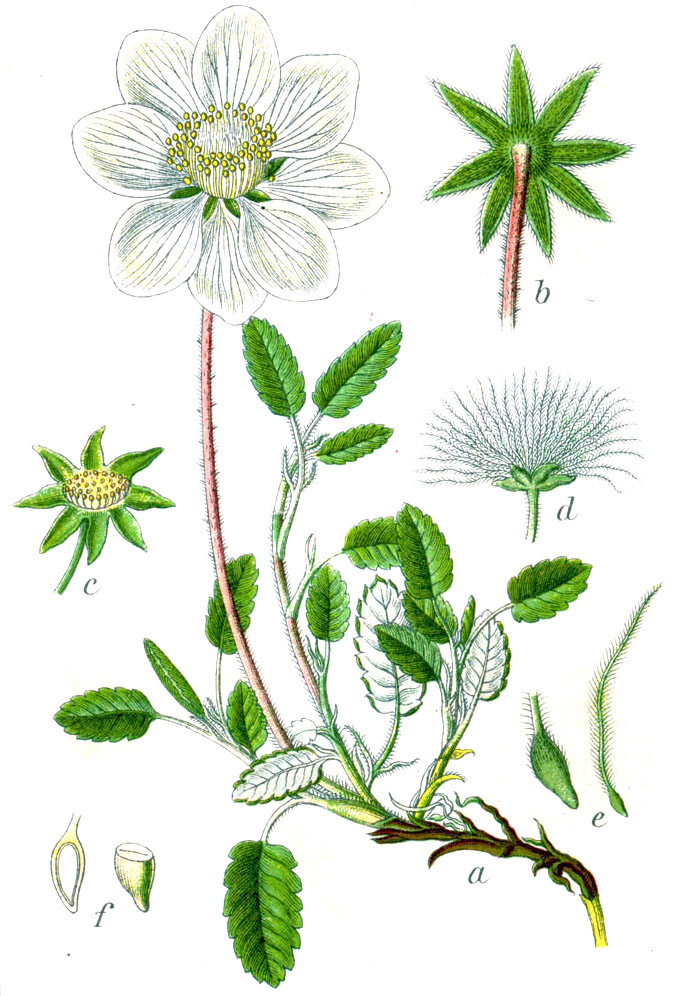

Дриада — вечнозелёный стелющийся или сильно распластанный ветвистый кустарничек.
Корневища и верхние части стебля одеты остатками отмерших черешков прикорневых листьев.
Листья, развивающиеся на концах стеблей, кожистые с лоснящейся верхней стороной, беловойлочной нижней; часто покрыты точечными желёзками.
Цветоносы прямостоячие, как правило, одноцветковые. Крупные цветки с восемью — девятью (десятью) чашелистиками и лепестками обычно белого цвета, изредка жёлтого. Гипантий вогнутый, как правило, с желёзками. Наружной чашечки нет. Лепестки длиннее чашелистиков. Цветоложе выпуклое с многочисленными тычинками и пестиками. Рыльце верхушечного столбика простое. Основными опылителями служат мухи из семейства Muscidae.
Плод — продолговатая семянка с перисто-волосистым столбиком. Семязачаток один.

## Распространение и среда обитания
Дриада распространена в холодных регионах Северного полушария — арктических и субарктических местностях, а также в высокогорных районах умеренной зоны.
В России растёт в тундре, на гольцах и высокогорных лугах; наиболее известны виды Дриада восьмилепестная и Дриада точечная.

## Хозяйственное значение и применение
Растения используются как декоративные на альпийских горках.

## Таксономия
The Plant List на 2011 год насчитывает 6 принятых видов дриады:
- Dryas caucasica Juz. — Дриада кавказская
- Dryas incisa Juz.
- Dryas integrifolia Vahl
- Dryas octopetala L. typus[4] — Дриада восьмилепестная
- Dryas oxyodonta Juz. — Дриада острозубчатая
- Dryas punctata Juz. — Дриада точечная